# 香溪乡
香溪乡，是中华人民共和国四川省广元市昭化区曾经下辖的一个乡。2019年12月，撤销香溪乡，将其所属行政区域划归清水镇管辖。

## 行政区划
香溪乡撤销前下辖以下地区：
玉莲村、坳盘村、元林村、春阳村和白鹤村。